# فرانکو مورزونه
فرانکو مورزونه (انگلیسی: Franco Morzone؛ زادهٔ ۷ سپتامبر ۱۹۱۸) بازیکن فوتبال اهل ایتالیا است.
از باشگاه‌هایی که در آن بازی کرده‌است می‌توان به باشگاه فوتبال یوونتوس اشاره کرد.